# ビエンチャン天階
ビエンチャン天階(スカイシティ）（英語: Vientiane-Sky City、ラーオ語: ໂຄງການສູນການຄ້າ ສະກາຍຊິຕີ້、中国語: 万象天阶）事業はラオスの大規模不動産開発事業の1つ。ヴィエンチャン都サイセター郡に位置する。総面積は5.6haで金融センターを建設する計画である。

## 開発
- 開発は、中国の雲南黄竜集団（中国語: 云南黄龙集团）を含む複数企業による合弁でラオスにラオ・ロンフー投資有限会社（ラーオ語: ບໍລິສັດ ຫຼົງຝູລົງທຶນ ຈຳກັດ、 中国語: 老挝龙福投资有限公司）を設立し進められている。理事長は王超。投資額は3.2億ドル、面積は5.6ha、建設面積は25万平米を計画している[1]。

- 投資総額は3.2億ドルで、うち51%がラオス人資本家（MR.Soulinta Phanthavong）が保有するとされる[2]。

- 中国側の出資者は云南星耀集団、云南建工一公司とされる[3]。

- 金融産業、商業、事務所、住居、ホテル、展示会場、レストラン、会議場、娯楽施設などを備えた大型金融産業モデル地区と位置づけられている[4]。

- 同事業では合計31棟のビルを建設する計画となっており、2020年に完成する計画。第一フェーズとしては13棟のビルを建設している[5]。

## 進捗
- 2014年10月23日建設開始式典を実施[6]。

## 問題
- 建設に伴い、同敷地に接する排水路を暗渠にしたことから、排水への悪影響の懸念と水路の両脇の道路の利用が出来なくなったため、社会問題化した。これは2014年に同社が都当局に対して水路の暗渠化を申請した経緯があるが、都側は保全区として認可しなかったものの、建設が進められた模様である。これに対して都当局は建設の一時的停止命令を出した[7]。